# Шарл Плумије
Шарл Плумије (фр. Charles Plumier; Марсељ, 20. април 1646 — Пуерто де Санта Марија, 20. новембар 1704) је био француски ботаничар по коме је назван род франгипани Plumeria. Плумије се сматра једним од најважнијих ботаничких истраживача свог времена. Направио је три ботаничке експедиције у Западну Индију, што је резултирало великим радом Nova Plantarum Americanarum Genera (1703–1704) и именован је за ботаничара француског краља Луја XIV .

## Биографија
Рођен у Марсеју, са 16 година, ступио је у верски ред Минима. Посветио се изучавању математике и физике, правио је физичке инструменте и био одличан цртач, сликар и стругар.
Када је послат у француски манастир Trinità dei Monti у Риму, Плумијер је студирао ботанику код два члана реда, а посебно код цистерцитског ботаничара Паола Боконеа . По повратку у Француску, постао је ученик Жозефа Питона де Турнефора, кога је пратио на ботаничким експедицијама.
Истраживао је и обале Провансе и Лангедока . Његов рад је започео 1689. године, када је, по налогу владе, пратио колекционара Џозефа Доната Суријана на Француским Антилима, као Суријановог илустратора и писца. Остали су годину и по дана.  Пошто се ово прво путовање, које је Плумиер написао као Опис биљака Америке (Description des Plantes d'Amérique) (1693), показало веома успешним, Плумиер је именован за краљевског ботаничара. Године 1693., по команди Луја XIV од Француске, направио је своје друго, а 1695. треће путовање на Антиле. Док је био у Западној Индији, помагао му је доминикански ботаничар Жан-Батист Лабат. Прикупљени материјал је био изванредан: поред Нове врсте америчких биљака (Nova Plantarum Americanarum Genera), он је испунио томове Плумиеровог Američki Филицетум (Filicetum Americanum) (1703) и неколико краћих дела за Часопис научника (Journal des Savants) и Мемоари Тревоука (Memoires de Trévoux). 
Године 1704, са својим Traité des Fougères de l'Amérique у штампи и који се спремао да крене на своје четврто путовање, намеравајући да посети дом правог дрвета cinchona у Перуу, разболео се од плеуритиса и умро је у Пуерто де Санта Мариа . близу Кадиза .
Након своје смрти, Плумиер је оставио 31 том рукописа који садрже белешке и описе, и око 6.000 цртежа, од којих 4.000 су биле биљака, док је остатак су цртежи америчке животиње скоро свих класа, посебно птице и рибе.  Ботаничар Херман Боерхааве дао је копирао 508 ових цртежа у Паризу; ови су касније објављени у омажу од Бурмана, професора ботанике у Амстердаму, под насловом: "Plantarum americanarum, quas olim Carolus Plumerius botanicorum princeps detexit", фасц. I-X (Амстердам, 1755–1760), који садржи 262 панелa.  Плумиер је такође написао расправе за Часопис научника (Journal des Savants) и Мемоари Тревоука (Memoires de Trévoux). Својим запажањима на Мартинику, Плумиер је доказао да Кошенин припада животињском царству и да га треба сврстати међу инсекте.

## Постигнућа
О њему су са дивљењем говорили сви природњаци 18. века. Тоурнефорт и Лине су у његову част назвали род Плумериа, који припада породици Апоцинацеае и аутохтоно је око 40 врста у Централној Америци .
- Плумиер је идентификовао и описао Фуксију, коју је открио на острву Хиспањола на Карибима 1696-7. Свој први опис фуксије ( Фуцхсиа трипхилла, флоре цоццинео ) објавио је 1703. године.
- Француски истраживач и ботаничар Луис Феуиле био је један од његових ученика.
- Његово прво дело је Description des plantes de l'Amérique (Париз, 1693); садржао је 108 плоча, од којих је половина представљала папрати . Затим је уследила Nova plantarum americanarum genera (Париз, 1703–04), са 40 плоча; у овом раду је поново описано око 100 родова, са око 700 врста. Касније, Лине је у свој систем, готово без промене, усвојио ове и друге новоописане родове које је Плумиер распоредио. Плумиер је оставио дело на француском и латинском језику спремно за штампање под насловом Traité des fougères de l'Amérique (Париз, 1705), које је садржало 170 одличних плоча. Од већ наведених је састављена публикација „Filicetum Americanum” (Париз, 1703), са 222 плоче. Плумиер је такође написао још једну књигу потпуно другачијег карактера о стругању, L'Art de tourner (Лион, 1701; Париз, 1749); ово је на руски превео Петар Велики . Рукопис превода налази се у Санкт Петербургу.

## Списак изабраних публикација
- Plumier, Charles (1703). Nova plantarum americanarum genera. Parisiis: Joannem Boudot.
- Description des plantes de l'Amérique on Botanicus.
- Plantarum americanarum...on Botanicus.
- Traité des fougères de l'Amérique on SICD Universities of Strasbourg
- L'Art de Tourner en Perfection edition of 1749 digitized by Christian LAVIGNE (Ars Mathematica), from the copy in the Bibliothèque de Verdun (Meuse, France)

 Овај чланак укључује текст из публикације која је сада у јавном власништву: Херберман, Чарлс, ур. (1913). „Charles Plumier”. Католичка енциклопедија. Њујорк: Роберт Еплтон.

## Наслеђе
Његову колекцију биљних примерака депонованих у Паризу у Националном музеју природне историје, Француска, у двадесетом веку приредила је Алициа Лоуртеиг . 

## Таксон назван у његову част
- По њему је назван гоби Sicydium plumieri ( Блоцх, 1786) . [6]